# 2018년 아시안 게임 양궁
2018년 아시안 게임 양궁 경기는 2018년 8월 22일부터 28일까지 인도네시아 자카르타 겔로라 붕 카르노 스포츠단지의 양궁장에서 열릴 예정이다. 총 8개 세부종목으로 나뉘어 치러지며, 종목수는 전 대회와 같으나 컴파운드 경기에서 개인전이 제외되고 단체 혼성종목이 신설되는 등의 변화가 있었다.

## 세부 종목
2018년 아시안 게임의 양궁 종목은 지난 대회에 이어 컴파운드 종목이 유지되었다. 다만 개인종목은 사라지고 단체종목만 남았다. 또한 컴파운드와 리커브 단체전에 혼성 단체전 종목이 두개씩 신설되어, 결과적으로는 지난대회에 이어 8개 세부종목으로 치러지게 되었다.
| - 리커브 - 리커브 남자 개인 - 리커브 남자 단체 - 리커브 여자 개인 - 리커브 여자 단체 - 리커브 혼성 | - 컴파운드 - 컴파운드 남자 단체 - 컴파운드 여자 단체 - 컴파운드 혼성 단체 |

## 일정
아래 일정은 모두 인도네시아 서부 표준시 (UTC+7) 기준이다.
| 날짜     | 시각  | 종목                        |
| -------- | ----- | --------------------------- |
| 8월 21일 | 8:00  | 여자 개인 리커브 (순위전)   |
| 8월 21일 | 13:15 | 남자 개인 리커브 (순위전)   |
| 8월 22일 | 8:30  | 여자 개인 리커브 (순위전)   |
| 8월 22일 | 13:25 | 남자 개인 리커브 (순위전)   |
| 8월 23일 | 8:10  | 여자 개인 리커브 (예선전)   |
| 8월 23일 | 8:50  | 남자 개인 리커브 (예선전)   |
| 8월 24일 | 8:10  | 혼성 컴파운드 (예선전)      |
| 8월 24일 | 10:10 | 혼성 리커브 (예선전)        |
| 8월 25일 | 8:10  | 여자 단체 리커브 (예선전)   |
| 8월 25일 | 8:55  | 남자 단체 리커브 (예선전)   |
| 8월 26일 | 8:10  | 여자 단체 컴파운드 (예선전) |
| 8월 26일 | 9:40  | 남자 단체 컴파운드 (예선전) |
| 8월 27일 | 9:30  | 여자 단체 리커브 (결승전)   |
| 8월 27일 | 10:00 | 남자 단체 리커브 (결승전)   |
| 8월 27일 | 13:00 | 혼성 리커브 (결승전)        |
| 8월 27일 | 14:00 | 혼성 컴파운드 (결승전)      |
| 8월 28일 | 9:30  | 여자 개인 리커브 (결승전)   |
| 8월 28일 | 9:50  | 남자 개인 리커브 (결승전)   |
| 8월 28일 | 12:20 | 여자 단체 컴파운드 (결승전) |
| 8월 28일 | 13:20 | 남자 단체 컴파운드 (결승전) |

## 참가선수
29개국 출신의 268명 선수가 출전하였다.
| - 방글라데시 (13) - 부탄 (8) - 중화인민공화국 (8) - 중화 타이베이 (16) - 홍콩 (8) - 인도 (16) - 인도네시아 (16) - 이란 (14) - 이라크 (2) - 일본 (8) - 카자흐스탄 (16) - 키르기스스탄 (5) - 라오스 (6) - 말레이시아 (16) - 몽골 (14) | - 미얀마 (6) - 네팔 (5) - 조선민주주의인민공화국 (7) - 파키스탄 (8) - 필리핀 (5) - 카타르 (7) - 사우디아라비아 (3) - 싱가포르 (9) - 대한민국 (16) - 스리랑카 (2) - 타지키스탄 (4) - 태국 (14) - 아랍에미리트 (4) - 베트남 (12) |

## 메달리스트

### 리커브
| 종목                      | 금                                           | 은                                           | 동                                                     |
| ------------------------- | -------------------------------------------- | -------------------------------------------- | ------------------------------------------------------ |
| 리커브 남자 개인전 자세히 | 김우진 대한민국 (KOR)                        | 이우석 대한민국 (KOR)                        | 리아우 에가 아가타 인도네시아 (INA)                    |
| 리커브 남자 단체전 자세히 | 중화 타이베이 (TPE) 뤄웨이민 탕즈쥔 웨이쥔헝 | 대한민국 (KOR) 김우진 이우석 오진혁          | 중화인민공화국 (CHN) 리자룬 쑨취안 쉬톈위              |
| 리커브 여자 개인전 자세히 | 장신얀 중국 (CHN)                            | 디아난다 초이루니사 인도네시아 (INA)         | 강채영 대한민국 (KOR)                                  |
| 리커브 여자 단체전 자세히 | 대한민국 (KOR) 장혜진 강채영 이은경          | 중화 타이베이 (TPE) 레이첸잉 펑자마오 탕야팅 | 일본 (JPN) 가토 아야노 가와나카 가오리 스기모토 도모미 |
| 리커브 혼성 단체전 자세히 | 일본 (JPN) 후루카와 다카하루 스기모토 도모미 | 조선민주주의인민공화국 (PRK) 박영원 강은주   | 중화인민공화국 (CHN) 쉬톈위 장신얀                     |

### 컴파운드
| 종목                        | 금                                  | 은                                                        | 동                                                              |
| --------------------------- | ----------------------------------- | --------------------------------------------------------- | --------------------------------------------------------------- |
| 컴파운드 남자 단체전 자세히 | 대한민국 (KOR) 최용희 홍성호 김종호 | 인도 (IND) 아비셰크 베르마 아만 사이니 라자트 차우한      | 말레이시아 (MAS) 알랑 아라프 아길 리킨립 모흐드 주와이디 마주키 |
| 컴파운드 여자 단체전 자세히 | 대한민국 (KOR) 최보민 소채원 송윤수 | 인도 (IND) 조티 수레카 벤남 마두미타 쿠마리 무스칸 키라르 | 중화 타이베이 (TPE) 천리루 천이쉬안 린밍칭                      |
| 컴파운드 혼성 단체전 자세히 | 중화 타이베이 (TPE) 판위핑 천이쉬안 | 대한민국 (KOR) 김종호 소채원                              | 이란 (IRI) 니마 마트부에 페레시테 고르바니                      |

## 메달 집계
| 순위 | 국가                   | 금메달 | 은메달 | 동메달 | 합계 |
| ---- | ---------------------- | ------ | ------ | ------ | ---- |
| 1    | 대한민국               | 4      | 3      | 1      | 8    |
| 2    | 중화 타이베이          | 2      | 1      | 1      | 4    |
| 3    | 중화인민공화국         | 1      | 0      | 2      | 3    |
| 4    | 일본                   | 1      | 0      | 1      | 2    |
| 5    | 인도                   | 0      | 2      | 0      | 2    |
| 6    | 인도네시아             | 0      | 1      | 1      | 2    |
| 7    | 조선민주주의인민공화국 | 0      | 1      | 0      | 1    |
| 8    | 이란                   | 0      | 0      | 1      | 1    |
| 8    | 말레이시아             | 0      | 0      | 1      | 1    |
| 합계 | 합계                   | 8      | 8      | 8      | 24   |